# Epilacydes pseudoscita
Epilacydes pseudoscita is een vlinder uit de familie spinneruilen (Erebidae), onderfamilie beervlinders (Arctiinae). De wetenschappelijke naam van de soort is voor het eerst geldig gepubliceerd in 2006 door Dubatolov.
Deze nachtvlinder komt voor in tropisch Afrika.